# 贺季
贺季（?—?），会稽郡山阴县（今浙江省绍兴市）人，南朝梁政治人物。贺玚的儿子，贺革的弟弟。
贺季精通明晓《三礼》（《仪礼》《周礼》《礼记》），历任尚书祠部郎，兼中书通事舍人。官至步兵校尉、中书黄门郎，兼著作郎。在任上去世。